# 1950 في نيوزيلندا
فيما يلي قوائم الأحداث التي وقعت خلال عام 1950 في نيوزيلندا.

## سياسة

### انتهاء فترة المنصب
- 12 ديسمبر – بيتر فرازير زعيم المعارضة.

## رياضة
- 1 يناير – كأس نيوزيلندا 1950 الفائز Three Kings United [الإنجليزية]‏.

## مواليد

### يناير
- 1 يناير – أدريان مارتين
- 1 يناير – أنتوني موراي لاعب دوري رغبي نيوزيلندي.
- 1 يناير – بروس باربر فنان كندي.
- 1 يناير – بروس رونالد هندرسون
- 1 يناير – بيرني وثر لاعب دوري رغبي نيوزيلندي.
- 1 يناير – بيفيرلي بيرغن مغنية أوبرا نيوزيلندية.
- 1 يناير – جون إدغار
- 1 يناير – جون هاتي
- 1 يناير – ديفيد غريفيثز
- 1 يناير – روس أرديرن
- 1 يناير – ستيفن بارك فيزيائي نيوزيلندي.
- 1 يناير – مارغوت بلاكلي متزحلقة جبال الألب نيوزيلندية.
- 3 يناير – روبرت أوليفر درّاج طريق نيوزيلندي.
- 16 يناير – مارتين دون دبلوماسي نيوزيلندي.
- 17 يناير – مايك رايت لاعب كريكت نيوزلندي.

### فبراير
- 3 فبراير – بيتر أندرسون لاعب كريكت نيوزلندي.
- 8 فبراير – بيتر ولز
- 26 فبراير – هيلين كلارك

### مارس
- 2 مارس – بوب ميرفي مُجدّف نيوزيلندي.
- 5 مارس – جون موريس لاعب كرة قدم نيوزيلندي.
- 6 مارس – ستيف بيرسفورد

### أبريل
- 12 أبريل – غاري روبرتسون مُجدّف نيوزيلندي.
- 29 أبريل – باول هولمز صحفي نيوزيلندي.

### مايو
- 12 مايو – بروس غيمل لاعب رغبي نيوزيلندي.
- 15 مايو – كيفن باري لاعب دوري رغبي نيوزيلندي.
- 17 مايو – ريتشارد ماثيوز لاعب كريكت نيوزلندي.
- 21 مايو – ويندي براون عداءة سرعة نيوزيلندية.

### يونيو
- 13 يونيو – بيت هودسون سياسي نيوزيلندي.

### يوليو
- 6 يوليو – ديك مايرز لاعب رغبي نيوزيلندي.
- 13 يوليو – رود ديكسون عداء مسافات طويلة نيوزيلندي.
- 18 يوليو – بيفان سميث عداء سرعة نيوزيلندي.
- 22 يوليو – إليك نيل سياسي نيوزيلندي.
- 30 يوليو – براد جونستون لاعب رغبي نيوزيلندي.

### سبتمبر
- 3 سبتمبر – كين كارينغتون لاعب اتحاد رغبي نيوزيلندي.
- 11 سبتمبر – تيري ميتشيل لاعب رغبي نيوزيلندي.
- 15 سبتمبر – إيفان ساذرلاند مُجدّف نيوزيلندي.
- 16 سبتمبر – بروس هنتر
- 21 سبتمبر – غريغوري والاس لاعب كريكت نيوزلندي.

### أكتوبر
- 3 أكتوبر – بريان وليامز لاعب رغبي نيوزيلندي.
- 18 أكتوبر – إليك ماكلين مُجدّف نيوزيلندي.
- 26 أكتوبر – ألان داف كاتب نيوزيلندي.
- 29 أكتوبر – جيف سيمبسون لاعب كرة مضرب نيوزيلندي.

### نوفمبر
- 1 نوفمبر – جون كارتر سياسي نيوزيلندي.
- 26 نوفمبر – ألان واتسون ساحر مسرحي نيوزيلندي.

### ديسمبر
- 10 ديسمبر – سيمون أوين لاعب غولف نيوزيلندي.
- 28 ديسمبر – بيفر مغنية نيوزيلندية.

## وفيات

### يناير
- 1 يناير – أرشيبالد بورنس (مواليد 1867) سياسي نيوزيلندي.

### مارس
- 8 مارس – هربرت سيمبسون (مواليد 1886)
- 29 مارس – جون هوب (مواليد 1866)

### أبريل
- 8 أبريل – ميخائيل مايرز (مواليد 1873)
- 28 أبريل – جورج سبنسر (مواليد 1878)

### مايو
- 6 مايو – توم لونش (مواليد 1892)

### يونيو
- 1 يونيو – جيمس نيلسون (مواليد 1873)
- 15 يونيو – ويليام هاريس (مواليد 1876) لاعب رغبي نيوزيلندي.

### يوليو
- 1 يوليو – ماك غيدز (مواليد 1893) لاعب رغبي نيوزيلندي.
- 7 يوليو – توماس كامبل (مواليد 1871) لاعب كريكت نيوزلندي.

### ديسمبر
- 21 ديسمبر – لي مارتن (مواليد 1870) سياسي نيوزيلندي.